# Бровкін Дмитро Валерійович
Дмитро́ Вале́рійович Бро́вкін (* 11 травня 1984, село Кукушкіне, Роздольненський район, Кримська область) — український футболіст, нападник.

## Біографія
Народився в Роздольненському районі. Згодом сім'я переїхала у Славутич, Київська область. Привела у футбол Дмитра сестра, яка професійно грала за команду «Легенда» (Чернігів). Займатися футболом почав у ДЮФК «Каскад» (Славутич). Перший тренер — Олег Анатолійович Трухан. За ДЮФК «Каскад» грав у Дитячо-юнацькій футбольній лізі — Юнацька першість України з футболу 1998—1999 рр. (Група 6).
Згодом перебрався до футбольної школи «Динамо» (Київ). Після випуску з футбольної школи виступав за резервні команди «Динамо-2» та «Динамо-3».
На початку 2004 року перейшов у першоліговий харківський «Металіст», якому допоміг зайняти друге місце і вийти до Вищої ліги. У сезоні 2004/05 дебютував у Вищій лізі 15 липня 2004 року в матчі «Дніпро» — «Металіст» (4:2), Дмитро вийшов на 63-й хвилині замість Лаші Джакобії і на 75-й хвилині забив гол, проте закріпитися у складі новачка еліти не зумів і другу половину сезону провів у київській «Оболоні».
У сезоні 2005/06 виступав за полтавську «Ворсклу» і був основним гравцем команди, але по закінченні сезону керівництво вирішило відмовитися від послуг Бровкіна і він поїхав на оглядини до російського «Сатурну».
У сезоні 2006/07 виступав за фінський клуб «Оулу». 15 травня 2007 року йому тимчасово заборонили виходити на поле, а 21 травня 2007 року федерація футболу Фінляндії на своєму засіданні, після розгляду інциденту, який стався 9 травня під час матчу «КооТееПее» — «Оулу», дискваліфікувала його на 5 матчів. 13 липня 2007 року за обопільною згодою він розірвав контракт з «Оулу».
В сезоні 2007/08 грав у вищоліговій луганській «Зорі». Проте після того як замість Косевича головним тренером став Анатолій Волобуєв, Бровкін і ще 9 футболістів були відправлені у дубль.
Після цього Дмитро покинув клуб і в літне трансферне вікно намагався влаштуватися в «Іллічівці», Казахстані, «Львові» та «Вітебську», але безуспішно.
В наступне трансферне вікно Дмитро намагався влаштуватися в «Оболоні», в якій вже грав до того і знову в Казахстані, цього разу у «Кайсарі», проте знову невдало. Врешті-решт, у сезоні 2009/10 Дмитру вдалося підписати контракт з командою третього польського дивізіону «Спартакус» (Шароволя).
Після вдало проведеного першого кола у Польщі, побував на оглядинах в «Леху», але на початку 2010 року Бровкін повернувся на Батьківщину, зігравши друге коло за «Прикарпаття».
Після цього встиг пограти по півроку за «Арсенал» БЦ та «Геліос». Найдовше затримався у «Миколаєві», який намагався залишити під час зимової паузи, в черговий раз побувавши на оглядинах у Казахстані, цього разу в команді «Окжетпес», але повернувся і дограв друге коло чемпіонату, допомігши МФК «Миколаїв» залишитись у першій лізі, обігравши в плей-оф краматорський «Авангард».
Влітку 2012 року Дмитро перейшов у друголігову «Десну» через те, що попередній клуб не виконав перед ним контрактних зобов'язань. Разом з командою в першому ж сезоні виграв Другу лігу, після чого у сезоні 2013/14 грав у Першій лізі за «УкрАгроКом».
2014 року після анексії Криму Росією переїхав на півострів, де грав за місцеві аматорські команди, а також у Прем'єр-лізі окупованого Криму за «Рубін» (Ялта), «КФУ-Бахчисарай» та «Кизилташ».

## Титули та досягнення
- Срібний призер Першої ліги чемпіонату України: 2004
- Бронзовий призер Першої ліги чемпіонату України: 2003
- Переможець Другої ліги чемпіонату України: 2013

## Статистика виступів
Станом на 20 серпня 2013 року.
| Сезон     | Клуб                             | Ліга            | Чемпіонат | Чемпіонат | Кубок | Кубок |
| Сезон     | Клуб                             | Ліга            | Ігри      | Голи      | Ігри  | Голи  |
| --------- | -------------------------------- | --------------- | --------- | --------- | ----- | ----- |
| 2000—2001 | «Динамо-3» (Київ)                | Друга ліга      | 5         | 0         | 0     | 0     |
| 2001—2002 | «Динамо-3» (Київ)                | Друга ліга      | 25        | 7         | 0     | 0     |
| 2001—2002 | «Динамо-2» (Київ)                | Перша ліга      | 5         | 0         | 0     | 0     |
| 2002—2003 | «Динамо-3» (Київ)                | Друга ліга      | 8         | 3         | 0     | 0     |
| 2002—2003 | «Динамо-2» (Київ)                | Перша ліга      | 10        | 2         | 0     | 0     |
| 2003—2004 | «Динамо-3» (Київ)                | Друга ліга      | 2         | 0         | 0     | 0     |
| 2003—2004 | «Динамо-2» (Київ)                | Перша ліга      | 14        | 5         | 0     | 0     |
| 2003—2004 | «Металіст» (Харків)              | Перша ліга      | 16        | 3         | 0     | 0     |
| 2004—2005 | «Металіст» (Харків)              | Вища ліга       | 5         | 1         | 0     | 0     |
| 2004—2005 | «Металіст» (дублери)             | Турнір дублерів | 8         | 8         | 0     | 0     |
| 2004—2005 | «Оболонь» (Київ)                 | Вища ліга       | 1         | 0         | 0     | 0     |
| 2004—2005 | «Оболонь» (дублери)              | Турнір дублерів | 3         | 0         | 0     | 0     |
| 2005—2006 | «Ворскла» (Полтава)              | Вища ліга       | 29        | 2         | 4     | 3     |
| 2006—2007 | «Оулу»                           | Вейккаусліга    | 7         | 1         | 0     | 0     |
| 2007—2008 | «Зоря» (Луганськ)                | Вища ліга       | 17        | 4         | 0     | 0     |
| 2007—2008 | «Зоря» (дублери)                 | Турнір дублерів | 4         | 1         | 0     | 0     |
| 2009—2010 | «Спартакус» (Шароволя)           | Третя ліга      | 14        | 9         | 0     | 0     |
| 2009—2010 | «Прикарпаття» (Івано-Франківськ) | Перша ліга      | 13        | 4         | 0     | 0     |
| 2010—2011 | «Арсенал» (Біла Церква)          | Перша ліга      | 14        | 4         | 1     | 0     |
| 2010—2011 | «Геліос» (Харків)                | Перша ліга      | 7         | 1         | 0     | 0     |
| 2011—2012 | МФК «Миколаїв»                   | Перша ліга      | 26*       | 7         | 2     | 1     |
| 2012—2013 | «Десна» (Чернігів)               | Друга ліга      | 27*       | 4         | 2     | 1     |
| 2013—2014 | «Десна» (Чернігів)               | Перша ліга      | 3         | 0         | 0     | 0     |
| 2013—2014 | «УкрАгроКом»                     | Перша ліга      | 21        | 5         | 1     | 0     |

- з урахуванням матчів плей-оф

## Цікаві факти
- Улюблені футбольні клуби: «Реал» (Мадрид)[2], «Боруссія» (Дортмунд)[23]
- Улюблений футболіст: Роналдінью[2]
- Улюблена страва: борщ[2]